# 因弗內斯 (伊利諾伊州)
因弗內斯（英語：Inverness）是位於美國伊利諾伊州庫克縣的一個村落。

## 地理
因弗內斯的座標為42°06′47″N 88°05′54″W / 42.11306°N 88.09833°W，而該地最高點為海拔高度257米（即843英尺）。

## 人口
根據2010年美國人口普查的數據，因弗內斯的面積為17.33平方千米，當中陸地面積為16.92平方千米，而水域面積為0.41平方千米。當地共有人口7399人，而人口密度為每平方千米426人。